# Philipp von Hilgers

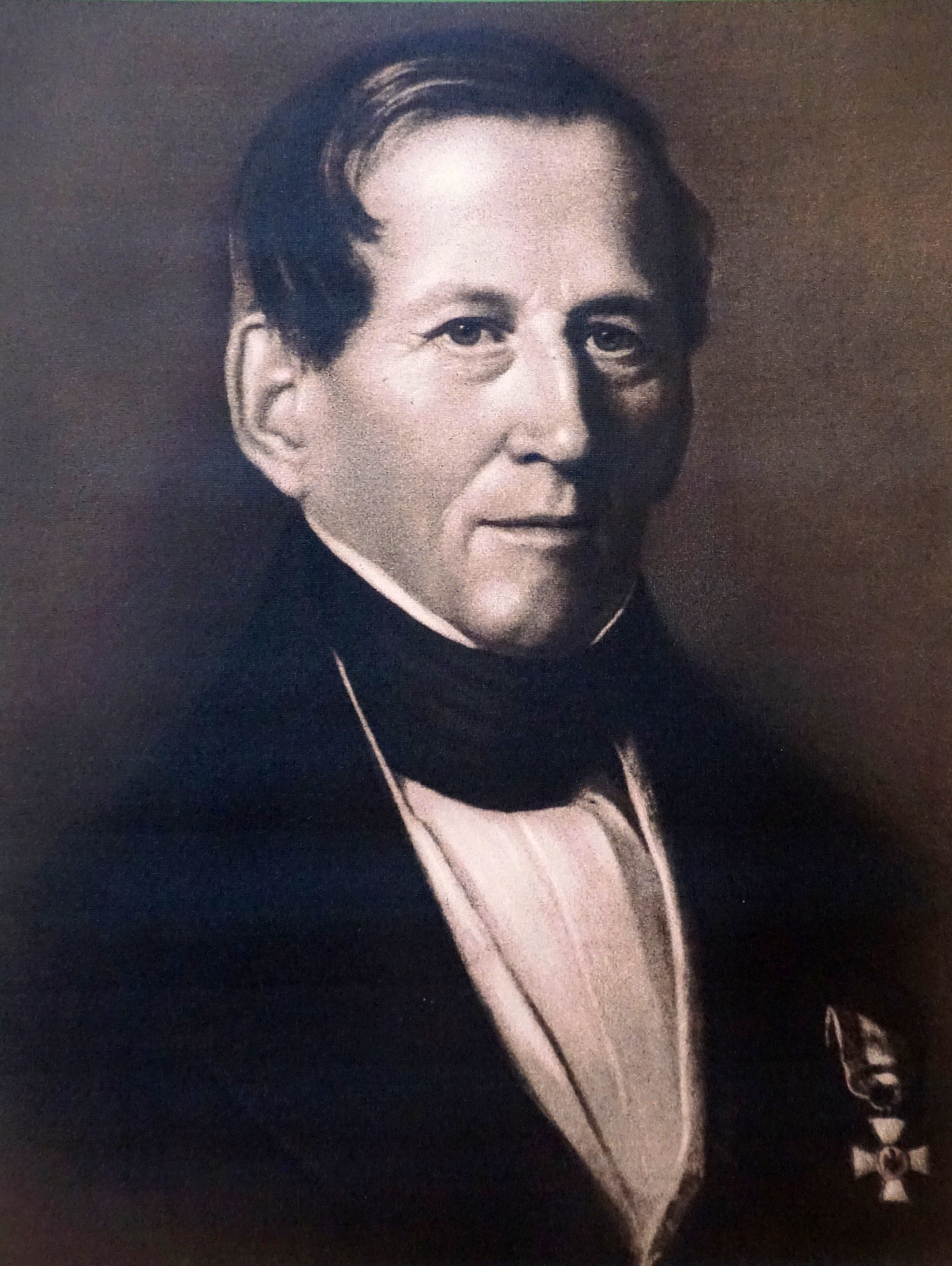
Philipp von Hilgers

Philipp Freiherr von Hilgers (* 9. Mai 1785 in Hülchrath; † 10. Februar 1852 in Neuwied) war preußischer Politiker und Landrat verschiedener Kreise.

## Leben

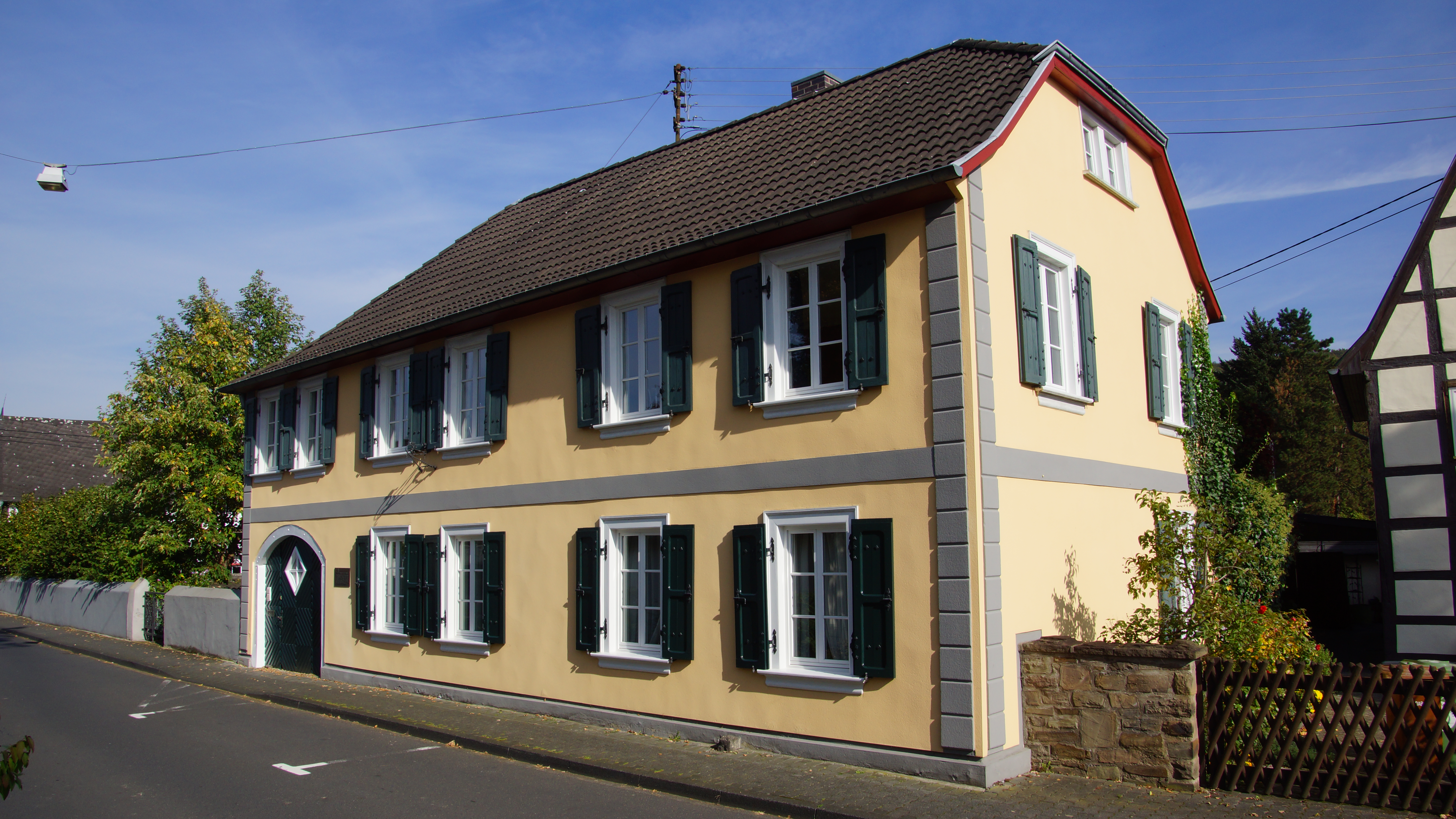
Damaliges Gutshaus von Hilgers in Unkel-Heister

Hilgers war ein Sohn des Kölner Bürgermeisters (1797/98) Franz Jakob Joseph Freiherr von Hilgers (21. November 1745; † 20. Juli 1821), der seine Karriere als Rentmeister der Stadt Köln begann. Nach dem Studium der Kameral- und Finanzwissenschaften war er in einem Kölner Bankhaus tätig. 1805 trat er in die Garde impériale Napoleons ein und nahm 1807 an der Schlacht bei Friedland teil. 1810 verließ er die französische Armee und übernahm das Gut seines Vaters in der Gemeinde Heister (heute Stadtteil von Unkel). 1814 wurde er vom Herzog von Nassau zum Landhauptmann des Landsturms und der Miliz ernannt.

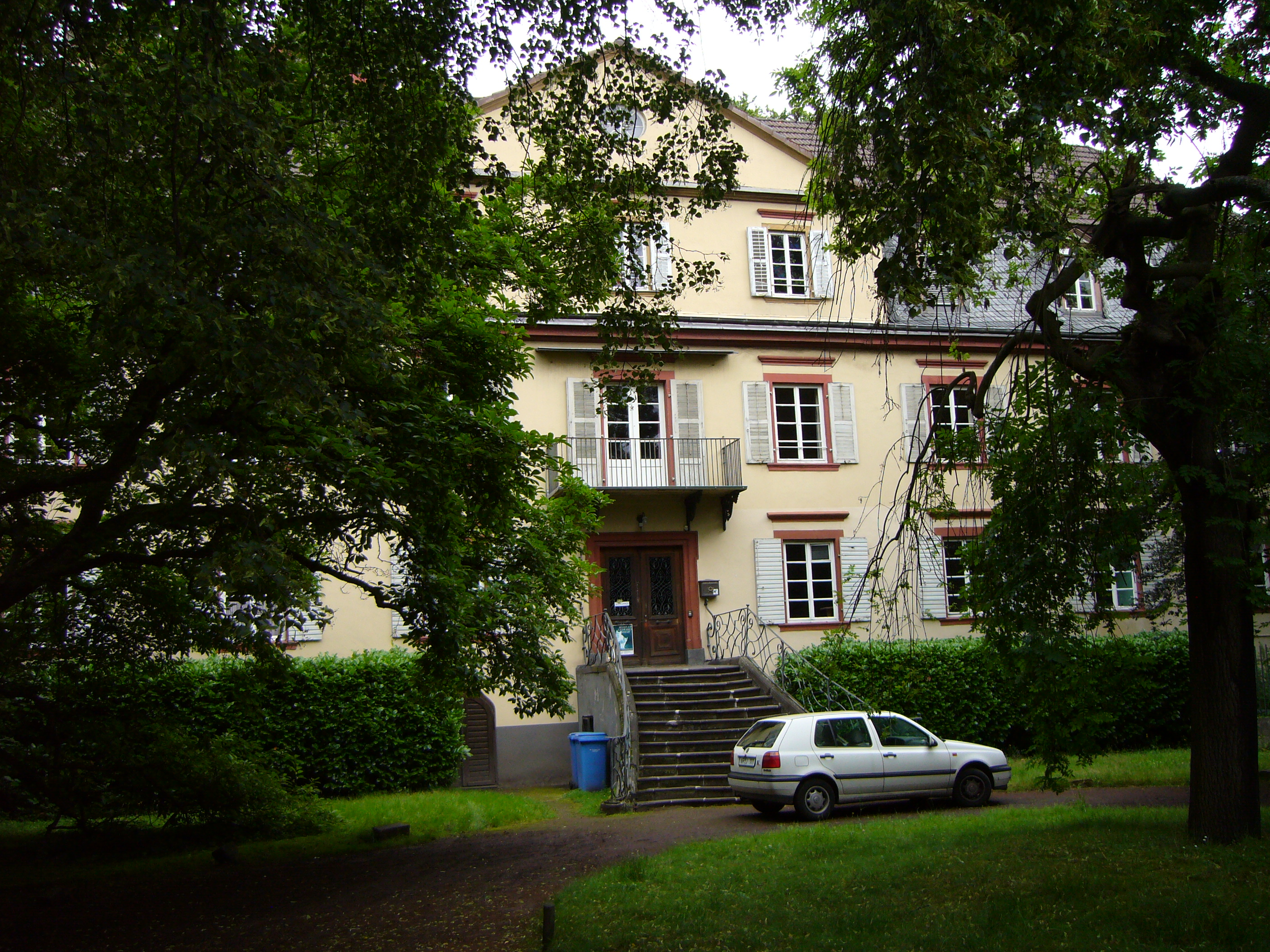
Ehemaliges Landratsamt in Neuwied

Nach der Übernahme des Rheinlandes durch das Königreich Preußen (1815) wurde Hilgers von der preußischen Regierung zu Koblenz 1816 als Kreiskommissar mit der Verwaltung des Kreises Linz betraut. Am 11. Februar 1817 erfolgte die Ernennung zum Königlichen Landrat. Der Amtssitz war in Erpel. Ab August 1820 übernahm Hilgers zusätzlich die Verwaltung des linksrheinischen Kreises Ahrweiler. Am 1. Mai 1822 wurde der Kreis Linz aufgelöst, die zugehörenden Bürgermeistereien und Gemeinden dem Kreis Neuwied zugeführt, Hilgers wurde gleichzeitig nach Neuwied versetzt. Das Landratsamt war in Heddesdorf.
Aufgrund des Standesherrlichen Gebiets innerhalb des nun erweiterten Kreises Neuwied unterstand die Verwaltung in neun der insgesamt dreizehn Bürgermeistereien in allen zivilen Angelegenheiten den standesherrlichen Behörden der Fürstlich wiedischen Regierung. Dem königlich-preußischen Landrat Hilgers unterstanden nur die Hoheits-, Militär- und Steuerangelegenheiten. Die fürstliche Regierung wurde zum 31. Oktober 1848 aufgelöst und die Verwaltungsgeschäfte gingen nun ganz auf Hilgers über.
Hilgers bekam 1827 den Titel „Preußischer Freiherr“ verliehen. Zum 1. Juli 1851 ging Hilgers aus gesundheitlichen Gründen in den Ruhestand und wurde danach zum „Geheimen Regierungsrat“ befördert. Er starb am 10. Februar 1852.

## Familie
Philipp von Hilgers heiratete 1809 Sophie Philippine von Dhaem (* 30. September 1788; † 19. April 1849). Das Paar hatte mehrere Kinder:
- Jacob Franz Johann Nepomuk Adolf (* 27. Januar 1810; † 9. Februar 1877), Landrat des Kreises Altenkirchen, Mitglied des Reichstages ⚭ 1852 Friederike Rother
- Georg Benignus Johann Nepomuk (* 29. Juli 1811; † 20. April 1855), Hauptmann ⚭ 1844 Henriette Eugine Hubertine von Mylius (* 16. Februar 1817)
- Franz Otto Robert Johann Nepomuk (* 4. Juni 1813; † 17. Juli 1877), Oberstleutnant a. D. ⚭ Agathe Therese Huberta von Kendenich (* 6. Juni 1827)
- Philipp Kasper Ludwig Johann Nepomuk (* 6. Januar 1816; † 22. Mai 1891), Landrat des Kreises Jülich ⚭ 1852 Marie Elisabeth Henriette Hildegard Hubertine Antoinette Coels von der Brügghen (* 14. Dezember 1825; † 3. Juni 1863)
- Josephine Marie Henriette (* 7. Februar 1819; † 18. Januar 1885) ⚭ 1838 Freiherr Theodor von Blankart (* 17. März 1812), Herr auf Alsdorf[4]
- Clara Josepha Crescentia (* 3. Mai 1820)
- Agathe Maria Hubertine (* 21. November 1821)

⚭ 1850 Emil Schleiden († 20. März 1861), Bergwerksbesitzer in Mexiko
⚭ 1864 Theodor von Zipf, Rittmeister a. D.
- Therese Maria Josepha (* 25. Mai 1825; † 18. Februar 1899)

⚭ 1849 Albrecht von Knoblauch von und zu Hatzbach (* 14. September 1817; † 5. Juni 1859), Hofmarschall
⚭ 1863 Oskar von Normann-Loshausen, preußischer Major
- Friedrich Wilhelm Johann Nepomuk (* 7. Juli 1827), preußischer Major